# Danh sách chương trình và phim truyền hình của VFC
Dưới đây là danh sách chương trình và phim truyền hình do Trung tâm Phim truyền hình Việt Nam (VFC) sản xuất.

## Phim truyền hình
Lưu ý: Các bộ phim truyền hình thuộc loạt phim Cảnh sát hình sự đã được liệt kê thành một bảng trong bài riêng, xem chi tiết ở đây.

### Thập niên 1980 và 1990
| - Người thành phố (1983) - Đứa con tôi (1983) - Cánh diều nhỏ (1985) - Mặt trời bé con (1989) - Lời nguyền của dòng sông (1992) - Mẹ chồng tôi (1994) - Hoa trong bão (1995) - Với anh chiến tranh chưa kết thúc (1995) - 12A và 4H (1995) - Ngày trở về (1995) - Nỗi đau thầm lặng (1995) - Lặng lẽ tuổi trăng tròn (1995) - Con sẽ là cô chủ (1995) - Ảo ảnh giữa đời thường (1995) - Khúc nhạc tuổi thơ (1995) - "Nàng Kiều trúng số" (1995) - Huyền thoại về vườn vải (1995) - Người Hà Nội (1996) - Những người sống bên tôi (1996) - Nguyễn Thị Minh Khai (1996) - Điện thoại đồ chơi (1996) - Tình mãi còn xanh (1996) - Tiếng vạc sành (1996) - Sinh ngày 2 tháng 9 (1996) - Ngọt ngào và man trá (1996) - Cỏ lồng vực (1996) - Suối Ngàn Lau chảy mãi (1996) - Đêm trắng (1996) - Vị khách lúc giao thừa (1997) - Mảnh đời của Huệ (1997) - Một chuyến thăm quê (1997) - Thiên đường ở trên cao (1997) - Bong bóng lên trời (1997) - Hoa trạng nguyên (1997) - Trong nhà có chàng thiếu úy (1997) | - Tình đất lòng người (1997) - Sân tranh (1997) - Còn mãi một tình yêu (1997) - Đêm ấy có người ra đi (1997) - Bức tường (1997) - Ảo ảnh trắng (1997) - Cầu vồng đi đón cơn mưa (1997) - Chuyện đời thường (1997) - Hai người trở lại trung đoàn (1997) - Xin hãy tin em (1997) - Bí mật của Khải (1997) - Hà Nội một thời (1997) - Những giấc mơ bằng giấy (1997) - Điều không nhận thấy (1997) - Bao giờ thuyền lại sang sông (1997) - Người trên núi (1998) - Chuyện nhà Mộc (1998) - Áp thấp nhiệt đới (1998) - Cầu thang nhà A6 (1998) - Người kế thừa dòng họ (1998) - Gió qua miền tối sáng (1998) - Người nối dõi (1998) - Đội đặc nhiệm nhà C21 (1998) - Kẻ cắp bất đắc dĩ (1998) - Những con đường vô hình (1998) - Đảo xa (1998) - Số phận ngọt ngào (1998) - Giọt nắng cuối chiều (1998) - Cố nhân (1998) - Khát vọng xanh (1998) - Của để dành (1998) - Bên dòng Hoàng Long (1998) - Chân dung biển (1998) - Dòng trong dòng đục (1998) - Chuyện ngoài sân cỏ (1998) - Cô gái mang tên dòng sông (1998) - Cửa hàng Lopa (1998) | - Ghen (1998) - Chuyện làng Nhô (1998) - Chuyện đã qua (1998) - U Thỏn (1998) - Đêm hội làng năm ấy (1998) - Dời nhà lên phố (1998) - Vui buồn sau lũy tre làng (1998) - Bưu cục trung du (1998) - Thăng bằng (1999) - Cảnh sát hình sự(Loạt phim từ 1999) - Biên cương thường ngày (1999) - Đường tới thiên đàng (1999) - Quà biếu phiêu lưu ký (1999) - Nhịp tim lầm lạc (1999) - Những người săn lùng cái đẹp (1999) - Núi tương tư (1999) - Nơi gặp gỡ của hai con tàu (1999) - Công ty "Co dãn mênh mông" (1999) - Sĩ quan dự bị (1999) - Cha và con (1999) - Công việc đặc biệt (1999) - Tiếng xưa (1999) - Phóng sinh (1999) - Hai người trở lại trung đoàn (1999) - Theo dấu Bích Đào (1999) - Cha tôi (1999) - Quên (1999) - Nụ tầm xuân (1999) - Ba lẻ một (1999) - Người thổi tù và hàng tổng (1999) - Trở lại trần gian (1999) |

### Thập niên 2000
| - Quà năm mới (2000) - Chuyện học đường (2000) - Hát mãi khúc quân hành (2000) - Sóng ngầm (2000) - Người nổi tiếng (2000) - Truyện đã qua (2000) - Lúa và đất (2000) - Đồng quê xào xạc (2000) - Khi người ta yêu (2000) - Vùng trời bình yên (2000) - Chạy nhanh lên (2000) - Chú dế nhỏ tội nghiệp (2000) - Hai bến một dòng sông (2000) - Kẻ không cầu may (2000) - Những ngả đường tình yêu (2000) - Thám tử gặp may (2000) - Hai đầu xa thẳm (2000) - Chiều tàn thu muộn (2000) - Bức ảnh trong lòng đất (2000) - 5 ngày làm thượng đế (2000) - Nơi cơn lũ đi qua (2000) - Ngàn năm mây trắng (2000) - Chuyện thầy tôi (2000) - Nơi tình yêu bắt đầu (2000) - Ông bầu ca nhạc (2000) - Nguyên tắc là nguyên tắc (2000) - Con nhện xanh (2000) - Một người chiếu bóng (2000) - Ngọc đèn trước gió (2000) - Vết trượt (2000) - Tìm cha (2000) - 5 ngày làm thượng đế (2001) - Bến nước đời người (2001) - Đi tìm ngôi sao (2001) - Ti vi về làng (2001) - Mùa lá rụng (2001) - Không phải trò đùa (2001) - Thầy và trò (2001) - Không gian đa chiều (2001) - Bi kịch chưa đặt tên (2001) - Người giúp việc (2001) - Xuân Cồ nhà hòa giải (2001) - Xuân Cồ nhà bình luận thể thao (2001) - Ôi bánh giầy (2001) - Bên bến đò Lăng (2001) - Bóng dáng người cha (2001) - Chàng Trần Cung đi cấp cứu (2001) - Chuyện cuộc đời (2001) - Đuốc sáng rừng đêm (2001) - Không giống ai (2001) - Hoa xuyến chi (2001) - Hết sức bình tĩnh (2001) - Minu xinh đẹp (2001) - Ngày hè sôi động (2001) - Lời hẹn ngày ra trận (2001) - Gió thổi qua rừng (2001) - Hoa cỏ may (phần 1, 2 - 2001) - Phía trước là bầu trời (2001-2002) - Chúng tôi ngày ấy (2001) - Dư âm hạnh phúc (2001) - Xuôi ngược đường trần (2001) - Những người con đất cảng (2001) - Chuyện làng đông (2001) - Gái một con (2002) - Cựu chiến binh (2002) - Người về cất nước sông quê (2002) - Niệm khúc cho người cha (2002) - Sang sông (2002) - Ranh giới (2002) - Hết sức bình tĩnh (2002) - Thầy và trò (2002) - Bác Cả người sung sướng (2002) - Điện hoa (2002) - Không còn gì để nói (2002) - Những ngọn nến trong đêm (2002) - Cái các của ông tổng giám đốc (2002) | - Đất và người (2002) - Những cánh hoa mong manh (2002) - Món quà xuân (2002) - Của chìm của nổi (2002) - Đất lành (2003) - May ơi là may (2003) - Tin lành tháng Chạp (2003) - To nhất làng (2003) - Súc sắc súc sẻ (2003) - Tinh tướng (2003) - Về quê ăn Tết (2003) - Tìm mẹ (2003) - Bánh đa bánh dày (2003) - Chuyện dưới tán lá rợp (2003) - Người trong vở diễn xưa (2003) - Đi tìm ngày mai (2003) - Hến ơi là hến (2003) - Người tử tế sa ngã (2003) - Tháng chạp chỉ có một ngày (2003) - Chuyện xảy ra trước tết (2003) - Chuyện của những người đàn bà (2003) - Những người bạn cũ (2003) - Một chuyện đời thường (2003) - Nấc thang mới (2003) - Lão hà tiện vui tính (2003) - Màu sắc phố phường (2003) - Người đợi ở Pờ Sa (2003) - Thuyền đời (2003) - Cái chết của Hồ Xuân Hương (2003) - Nữ phóng viên (2003) - Sắc đỏ chôm chôm (2003) - Chuyện vặt gia đình (2003) - Khi đàn chim trở về (2003) - Tình xa (2003) - Niệm khúc cuối (2003) - Xuân muộn (2003) - Chuyện như đùa (2003) - Ngày nghỉ cuối tuần (2004) - Bảy ngày làm vợ (2004) - Hoa đào ngày tết (2004) - Ngã ba giao thừa (2004) - Khoảnh khắc giao thừa (2004) - Chuyện ngày Xuân (2004) - Lấy vợ cho sếp (2004) - Bên ngoài cuộc đời (2004) - Cái dằm (2004) - Đêm mưa (2004) - Những giấc mơ dài (2004) - Bức ảnh còn lại (2004) - Thế mới là cuộc đời (2004) - Chuyện trầu cau (2004) - Đằng sau tội ác (2004) - Trận cầu đinh (2004) - Lời thề cỏ non (2004) - Đường đời (2004-2005) - Chuyện phố phường (2004) - Đi tour thời hiện đại (2005) - Bản lĩnh người đẹp (2005) - Ban mai xanh (2005) - Ngôi nhà cổ tích (2005) - Nhà chật (2005) - Hương đất (2005) - Miền quê thức tỉnh (2005) - Tín hiệu bông hoa sen (2005) - Những chuyến đò ngang (2005) - Dòng sông phẳng lặng (2005) - Tia nắng mong manh (2005) - Một lần đi bụi (2005) - Đời chè (2005) - Bảy ngày và một đời (2005) - Chuyện ở tỉnh lẻ (2005) - Cho em một ngày vui (2006) - Nhà có ba chị em (2007) - Cố hương (2006) - Tết này ai đánh trống đình (2006) | - Gia đình thợ mỏ (2006) - Đám cưới giả to nhất làng (2006) - Đèn vàng (2006) - Gió đại ngàn (2006-2007) - Vùng cửa sóng (2006) - Đời người và những chuyến đi (2006) - Công nghệ giữ chồng (2007) - Khách đến chơi xuân (2007) - Thầy cúng làng (2007) - Hoa ngải cứu (2007) - Đáo Xuân (2007) - Mái nhà xuân (2007) - Mùa hè rớt (2007) - Những kẻ hảo ngọt (2007) - Mùa trăng khuyết (2007) - Phóng viên thử việc (2007) - Khát vọng công lý (2007) - Cổng trường thời mở cửa (2007) - Ma làng (2007) - Làng ven đô (2007) - XU50 (2008) - Gió làng Kình (2008) - Khi ti vi nhà tắt tiếng (2008) - Giấc mộng lên đời (2008) - Úm ba la, cả nhà làm giám đốc (2008) - Xuân Cồ đánh ghen (2008) - Nhà có nhiều cửa sổ (phần 1) (2008) - Dãy bàn bốn người (2008) - Những trận cầu đen (2008) - Vòng nguyệt quế (2008) - Những cánh hoa bay (2008) - Gió từ phố Hiến (2008) - Đất thiêng (2008) - Thầy giáo trẻ (2008) - Ngõ lỗ thủng (2009) - Trái tim đầu thai (2009) - Đi tìm hạnh phúc (2009) - Bước nhảy xì tin (2009-2010) - Đi qua bóng tối (2009) - Sau cơn mưa (2009) - Ớt nào chẳng cay (2009) - Yêu chạy (2009) - Kén dâu như ý (2009) - Người đàn bà thứ hai (2009) - 13 nữ tù (2009) - Nhà có nhiều cửa sổ (phần 2) (2009-2010) - Chuyện thám tử (2009) - Tin vào điều không thể (2009) |

### Thập niên 2010
| - Bà nội không ăn Pizza (2010) - Thời khắc may mắn (2010) - Giao thừa đón lộc vàng (2010) - Xuân Bồ bịt trống (2010) - Căn bệnh kỳ lạ (2010) - Blog nàng dâu (2010) - Nhật ký viết đến ngày 8 tháng 3 (2010) - Nếp nhà (2010) - Bí thư tỉnh ủy (2010-2011) - Nếu chỉ là giấc mơ (2011) - Tháng củ mật (2011) - C13 đón Tết (2011) - Mùa tinh khôi (2011) - Tiếng gọi từ trái tim (2011) - Sức ép tông đường (2011) - Chủ tịch tỉnh (2011) - Khúc ca cho tình nhân (2011) - Rừng chắn cát (2011-2012) - Tết siêu tiết kiệm (2012) - Tìm nơi đón tết (2012) - Cầu vồng tình yêu (2011-2012) - Đàn trời (2012) - Qua ngày giông bão (2012) - Chân trời trắng (2012) - Những công dân tập thể (2012) - Mặt nạ da người (2012) - Hai phía chân trời (2012-2013) - Làn môi trong mưa (2012) - Ba đám cưới, một đời chồng (2012-2013) - Đến từ giấc mơ (2013) - Cô hàng xóm rắc rối (2013) - Người cộng sự (2013) - Vận may bất ngờ (2013) - Tình yêu không hẹn trước (2013) - Đi qua mùa nắng (2013) - Chỉ có thể là yêu (2013-2014) - Giọt nước rơi (2013) - Hoa nở trái mùa (2013) - Trò đời (2013) - Hương ngọc lan (2013) - Khi người đàn ông góa vợ bật khóc (2013) - Chạm tay vào nỗi nhớ (2013-2014) - Sát thủ Online (2013-2014) - Gái già xì tin (2013-2014) | - Heo may về qua phố (2014) - Yêu đến tận cùng (2014) - Những kẻ hai mặt (2014) - Lời thì thầm từ quá khứ (2014) - Con thuyền số phận (2014) - Bão qua làng (2014) - Trái tim có nắng (2014-2015) - Mưa bóng mây (2014-2015) - Tuổi thanh xuân - Phần 1 (2014-2015) - Cánh gió đầu xuân (2015) - Màu của tình yêu (2015) - Viết tiếp bản tình ca (2015) - Những cánh hoa trước gió (2015) - Khi đàn chim trở về 3 (2015) - Hôn nhân trong ngõ hẹp (2015) - Máy bay ký sự (2015) - Khép mắt chờ ngày mai (2015) - Bạch mã hoàng tử (2015) - Lời ru mùa đông (2015-2016) - Khúc hát mặt trời (2015-2016) - Bốn cuộc tình, một người đàn ông (2016) - Mạch ngầm vùng biên ải (2016) - Lời nói dối ngọt ngào (2016) - Những ngọn nến trong đêm 2 (2016) - Gia phả của đất (2016) - Giọt nước mắt muộn màng (2016) - Nguyệt thực (2016) - Zippo, mù tạt và em (2016) - Lựa chọn cuối cùng (2016) - Bồng bênh trên sông (2016) - Hợp đồng hôn nhân (2016) - Tuổi thanh xuân - Phần 2 (2016-2017) - Ngày mai ánh sáng (2016-2017) - Điều bí mật (2016-2017) - Chiều ngang qua phố cũ (2016-2017) - Ngự lâm không kiếm (2016-2017) - Dưới bầu trời xa cách (2017) - Mátxcơva - Mùa thay lá (2017) - Nơi ẩn nấp bình yên (2017) - Lặng yên dưới vực sâu (2017) - Sống chung với mẹ chồng (2017) - Giao mùa (2017) - Đi qua mùa hạ (2017) - Những người nhiều chuyện (2017) - Ghét thì yêu thôi (2017) - Ngược chiều nước mắt (2017-2018) - Hoa cỏ may - Phần 3 (2017-2018) - Thương nhớ ở ai (2017-2018) - Cả một đời ân oán (2017-2018) | - Con hảo hán, ba không ngán (2018) - Tình khúc bạch dương (2018) - Mộng phù hoa (2018) - Nếu còn có ngày mai (2018) - Mỹ nhân Sài Thành (2018) - Ngày ấy mình đã yêu (2018) - Hạnh phúc không có ở cuối con đường (2018) - Cung đường tội lỗi (2018) - Trang trại hoa hồng (2018) - Yêu thì ghét thôi (2018) - Quỳnh búp bê (2018) - Kẻ ngược dòng (2018) - Mẹ ơi, bố đâu rồi? (2018-2019) - Chạy trốn thanh xuân (2018-2019) - Những cô gái trong thành phố (2018-2019) - Mối tình đầu của tôi (2019) - Xin chào, người lạ ơi! (2019) - Nàng dâu order (2019) - Về nhà đi con (2019) - Bán chồng (2019) - Hoa hồng trên ngực trái (2019-2020) - Những nhân viên gương mẫu (2019) - Sinh tử (2019-2020) - Tiệm ăn dì ghẻ (2019-2020) |

### Thập niên 2020
| - Cô gái nhà người ta (2020) - Mùa xuân ở lại (2020) - Đừng bắt em phải quên (2020) - Nhà trọ Balanha (2020) - Tình yêu và tham vọng (2020) - Những ngày không quên (2020) - Lựa chọn số phận (2020) - Cát đỏ (2020) - Trói buộc yêu thương (2020) - Lửa ấm (2020) - Hướng dương ngược nắng (2020-2021) - Trở về giữa yêu thương (2020-2021) - Yêu hơn cả bầu trời (2021) - Hãy nói lời yêu (2021) - Hương vị tình thân (2021) - Mùa hoa tìm lại (2021) - 11 tháng 5 ngày (2021) - Ngày mai bình yên (2021) - Phố trong làng (2021-2022) - Thương ngày nắng về (2021-2022) - Anh có phải đàn ông không (2022) - Lối về miền hoa (2022) - Chồng cũ, vợ cũ, người yêu cũ (2022) - Lối nhỏ vào đời (2022) - Gara hạnh phúc (2022) - Thông gia ngõ hẹp (2022) - Hành trình công lý (2022-2023) - Mẹ rơm (2022-2023) - Đừng làm mẹ cáu (2022-2023) - Dưới bóng cây hạnh phúc (2023) - Đừng nói khi yêu (2023) - Gia đình mình vui bất thình lình (2023) - Cuộc đời vẫn đẹp sao (2023) - Nơi giấc mơ tìm về (2023) - Món quà của cha (2023) - Làng trong phố (2023) - Cuộc chiến không giới tuyến (2023) - Không ngại cưới, chỉ cần một lý do (2023-2024) - Chúng ta của 8 năm sau (2023-2024) | - Gặp em ngày nắng (2024) - Trạm cứu hộ trái tim (2024) - Lỡ hẹn với ngày xanh (2024) - Người một nhà (2024) - Những nẻo đường gần xa (2024) - Sao Kim bắn tim sao Hỏa (2024) - Vui lên nào anh em ơi (2024) - Hoa sữa về trong gió (2024) - Không thời gian (2024-2025) - Cha tôi, người ở lại (2025) - Những chặng đường bụi bặm (2025) - Mẹ biển (2025) - Mặt trời lạnh (2025) - Dịu dàng màu nắng (2025) - Cầu vồng ở phía chân trời (2025) - Có anh, nơi ấy bình yên (2025) - Gió ngang khoảng trời xanh (2025) - Lời hứa đầu tiên (2025) - Lằn ranh (2025-2026) - Đồng hồ đếm ngược (2025-2026) - Hoàng tử bé (2025-2026) |

## Phim hoạt hình
- Cuộc phiêu lưu của Ong Vàng (2003)
- Tít và Mít (2005)
- Hiệp sĩ Trán Dô (2006)

## Sitcom
- Gái ngoan truyền kỳ (2014)
- Botay.kom (2015)
- Yêu là phải lấy (2016)
- Làm giàu không khó (2016)
- Chung cư loạn truyện (2017)
- Đen thôi đỏ quên đi (2018-2019)
- Thả thính là dính (2019)
- Những thiên thần nhà S6 (2019)
- Sao phải xoắn (2022)
- Gia đình đại chiến (2022-2023)

## Chương trình truyền hình

### Đang phát sóng
- Gặp nhau cuối năm (từ 2003): Chương trình hài kịch, phát sóng mỗi năm một lần vào ngày Tất niên Âm lịch.
- Gala cười: Chương trình hài kịch được thực hiện trong các giai đoạn 2003 đến 2005, 2007 và 2010 đến nay.
- Hoa xuân ca (từ 2023): Chương trình đại nhạc hội, phát sóng vào dịp Tết Nguyên đán.
- Gặp nhau cuối tuần: Chương trình hài kịch, phát sóng lần đầu tiên từ năm 2000 đến năm 2006 và trở lại vào năm 2025.

### Đã phát sóng
- Nhật ký Vàng Anh (2006–2007): Chương trình truyền hình tương tác do Nguyễn Khải Anh làm đạo diễn, phối hợp thực hiện cùng Đông Tây Promotion.
- Chào - VTV New Year Concert (2011–2021): Chương trình ca nhạc thường niên, phát sóng vào đầu năm mới dương lịch.[23]
- Văn nghệ Chủ nhật (1994–2009): Là sản phẩm hợp tác giữa Tiểu ban phim của Ban Văn nghệ, Đài Truyền hình Việt Nam và VFC,[24] chương trình được phát sóng lần đầu vào 4 tháng 9 năm 1994 với tập 1 của phim truyền hình Mẹ chồng tôi.[12][25] Cùng với Điện ảnh chiều thứ bảy, chương trình đã ngừng phát sóng kể từ 1 tháng 3 năm 2009 và được thay thế bằng chương trình Rubic 8.[26]
- Thư giãn cuối tuần: Thư giãn cuối tuần phát sóng lần đầu trên VTV3 vào ngày 28 tháng 8 năm 2010.[27]
- Rubic 8 (2009–2018): Lên sóng từ tháng 2 năm 2009, Rubic 8 là dự án hợp tác giữa VFC và Công ty cổ phần Phim Thiên Ngân (Galaxy Studio). Trong những năm 2009–2018, Rubic 8 trở thành khung giờ phim truyện Việt Nam cuối tuần do Đài Truyền hình Việt Nam và VFC thực hiện, phát sóng hàng tuần vào chiều thứ bảy và chủ nhật trên VTV3. Khung giờ này đã ngừng phát sóng sau tập cuối cùng của bộ phim Thương nhớ ở ai vào ngày 4 tháng 3 năm 2018. Từ ngày 10 tháng 3 năm 2018, khung giờ phim truyện Việt Nam cuối tuần được đẩy sang 14:00 và trở thành khung phim xã hội hóa (phim miền Nam) giữa VTV và Mega GS.
- Trà chanh (2012–2013): Chương trình giải trí dành cho giới trẻ, phát hàng tuần vào tối thứ bảy, chủ nhật trên kênh VTV6.
- Cầu thủ tí hon (2011–2014): Chương trình thể thao dành cho trẻ em từ 6 đến 15 tuổi, phát sóng trên kênh VTV3 từ năm 2011. Trước năm 2012, chương trình này do Ban Thể thao - Giải trí và Thông tin kinh tế (sau đó là Ban Sản xuất các chương trình Giải trí) và công ty TJB sản xuất. Từ năm 2015, chương trình này được đổi tên thành Cầu thủ nhí và được hợp tác sản xuất bởi Ban Sản xuất các chương trình Thể thao (hay Ban Thể thao) và Công ty Truyền thông Bee.
- Ngôi sao Việt (2014): Cuộc thi tìm kiếm ca sĩ Việt Nam hoạt động tại Hàn Quốc, phát sóng trên VTV3.
- Ơn giời cậu đây rồi (2014–2021): Chương trình hài kịch tình huống, hợp tác với Đông Tây Promotion.
- Bố ơi! Mình đi đâu thế? (2014–2018): Chương trình truyền hình thực tế.
- Cháu ơi cháu à (2017): Trò chơi truyền hình, phát sóng trên VTV3.
- Đại náo thành Takeshi (2017): Chương trình thực tế, hợp tác với Đông Tây Promotion.
- Dự án số 1 (2018): Chương trình ca nhạc, truyền hình thực tế.
- Cuộc sống tươi đẹp (2022): Chương trình truyền hình thực tế, khai thác đời sống về gia đình.

## Hợp tác quốc tế
- Kantana Group (Thái Lan): phim Tình xa (2004), có nội dung kể về chuyện tình giữa 1 nữ diễn viên múa người Việt Nam và 1 chàng trai người Thái Lan. Phim được phát sóng trên VTV1 và Channel 7 của Truyền hình Thái Lan.[28]
- Tokyo Broadcasting System (Nhật Bản): phim Người cộng sự (2013), nội dung kể về nhà cách mạng Phan Bội Châu. Phim được phát sóng từ 29 tháng 9 năm 2013 đồng thời trên kênh VTV1 của Việt Nam và TBS của Nhật Bản.[29] Năm 2015, VFC và TBS tiếp tục giới thiệu bộ phim Khúc hát mặt trời, phát sóng từ 25 tháng 11 năm 2015 trên VTV3.
- Đài Truyền hình Ryukyu Asahi (Nhật Bản): phim Dưới bầu trời xa cách (VTV Đặc biệt phát sóng 22 tháng 1 năm 2017), nội dung kể về câu chuyện tình yêu giữa Hải - 1 du học sinh Việt Nam tại Okinawa và Eri - phóng viên bản xứ.[30]
- CJ E&M Pictures (Hàn Quốc): 2 bên đã ký thỏa thuận hợp tác sản xuất phim về du học sinh Việt Nam tại Hàn Quốc. Phim được lấy tên chính thức là Tuổi thanh xuân, được công chiếu trên kênh VTV3 của đài Truyền hình Việt Nam vào 17 tháng 12 năm 2014.[31]